# Bukowa (województwo pomorskie)
Bukowa (kaszb. Bùkòwa, niem. Wendisch Buckow) – wieś w Polsce, w województwie pomorskim, w powiecie słupskim, w gminie Smołdzino na Wybrzeżu Słowińskim.
W latach 1975–1998 miejscowość administracyjnie należała do województwa słupskiego.
W 2011 roku miejscowość zamieszkiwało 68 osób.

## Nazwa
Nazwa, wzmiankowana po raz pierwszy w 1252, ma pochodzenie słowiańskie i charakter topograficzny. Powstała przez dodanie do nazwy pospolitej buk formantu -owa i oznacza „miejsce wśród buków”. Friedrich Lorentz odnotował formy nazwy miejscowości w lokalnych gwarach słowińskich: Bʉkʉ̀ɵ̯vă, Bʉ̃kɵvɵ wraz z nazwami mieszkańców – zarówno z pominiętym formantem -ɵv-: Bʉ̃čȯu̯n, Bʉ̃čȯu̯nkă „bukowianin, bukowianka”, jak i w postaci pełnej: Bʉ̃kɵvjȯu̯n, Bʉ̃kɵvjȯu̯nkă „ts.” Nazwa niemiecka jest adaptacją fonetyczną pierwotnej nazwy słowiańskiej z wyróżnikiem wendisch „wendyjski, słowiański”, dodanym dla odróżnienia od miejscowości Deutsch Buckow „Bukówka”.  W latach 1938–1945 miejscowość nosiła nazwę Buchenstein – jest to tzw. chrzest nazewniczy o charakterze pseudotopograficznym, złożony z dwóch członów – nazw pospolitych: Buche „buk” i Stein „kamień, skała”.
Rada Języka Kaszubskiego proponuje kaszubską formę nazwy Bùkòwô.

## Historia

### Kalendarium
- 1281 rok - książę Mściwoj II nadał klasztorowi norbertanek w Słupsku dziesięciny[10].
- 1285 rok - wieś została podarowana klasztorowi. W późniejszych latach wieś była lennem rodziny von Bandemer[10].
- 1717 rok - właścicielami byli: Ernst Friedrich von Bandemer, Werner Ernst von Bandemer i major Ernst Johann von Bandemer[10].
- 1784 rok - we wsi były: 2 folwarki, 1 chłop, 21 dymów, młyn wodny na miedzy wsi i mieszkał tu strażnik drewna oraz nauczyciel[10].
- 1 Grudnia 1871 roku - we wsi były 22 budynki mieszkalne, 26 gospodarczych i żyło tu 170 mieszkańców (4 lata wcześniej było ich 159)[10].
- XIX i XX wiek - Rodzina von Bandemerów posiadała wieś przez cały wiek. Werner von Bandamer, który zmarł w 1929 roku był panem Bukowy i Gąbina. Syn jego - Juergen Werner, już w 1928 roku wymieniany był w dokumentach jako właściciel Bukowy. Ostatnią właścicielką, która nastał po J.W. von Bandemerze, była pani Ursula Steifenssand[10].